# Euroliga de 2014–15 – Grupo B
Artigo principal Euroliga 2014-2015
Resultados e classificação do Grupo B da temporada regular da Euroliga 2014-2015.

## Classificação
| Clube                    | J  | V  | D | PF  | PC  | Dif  |
| ------------------------ | -- | -- | - | --- | --- | ---- |
| CSKA Moscou              | 10 | 10 | 0 | 880 | 718 | 162  |
| Maccabi Electra Tel Aviv | 10 | 7  | 3 | 797 | 783 | 14   |
| Unicaja Málaga           | 10 | 4  | 6 | 763 | 757 | 6    |
| Alba Berlin              | 10 | 4  | 6 | 762 | 791 | -29  |
| Cedevita Zagreb          | 10 | 3  | 7 | 740 | 789 | -49  |
| CSP Limoges              | 10 | 2  | 8 | 702 | 806 | -104 |

## Primeira Rodada
| 16 Outubro de 2014 19:00 | Relatório | Cedevita Zagreb                               | 63–78 | Unicaja Málaga                                  |  | Drazen Petrovic Hall, Zagreb Público: 3 500 Árbitros: Roberto Chiari (ITA), Robert Lottermoser (GER), Tomas Jacevicius (LTU) |  |
| 16 Outubro de 2014 19:00 | Relatório | Placar por quarto: 20-18, 16-29, 12-14, 14-17 |       |                                                 |  | Drazen Petrovic Hall, Zagreb Público: 3 500 Árbitros: Roberto Chiari (ITA), Robert Lottermoser (GER), Tomas Jacevicius (LTU) |  |
| 16 Outubro de 2014 19:00 | Relatório | Pts: Bilan 15 Rbts: Bilan 10 Asts: Babic 3    |       | Pts: Toolson 20 Rbts: Thomas 11 Asts: Granger 6 |  | Drazen Petrovic Hall, Zagreb Público: 3 500 Árbitros: Roberto Chiari (ITA), Robert Lottermoser (GER), Tomas Jacevicius (LTU) |  |

| 16 Outubro de 2014 20:05 | Relatório | Maccabi Electra Tel Aviv                      | 92–76 | CSP Limoges                                                 |  | Nokia Arena, Tel Aviv Público: 11 060 Árbitros: Sasa Pukl (SLO), Ioannis Foufis (GRE) e Milos Koljensic (MNE) |  |
| 16 Outubro de 2014 20:05 | Relatório | Placar por quarto: 21-19, 23-18, 25-18, 23-21 |       |                                                             |  | Nokia Arena, Tel Aviv Público: 11 060 Árbitros: Sasa Pukl (SLO), Ioannis Foufis (GRE) e Milos Koljensic (MNE) |  |
| 16 Outubro de 2014 20:05 | Relatório | Pts: Pargo 20 Rbts: Smith 12 Asts: Pargo 9    |       | Pts: Moerman 17 Rbts: Moerman 12 Asts: Amagou, Westermann 4 |  | Nokia Arena, Tel Aviv Público: 11 060 Árbitros: Sasa Pukl (SLO), Ioannis Foufis (GRE) e Milos Koljensic (MNE) |  |

| 17 Outubro de 2014 20:15 | Relatório | Alba Berlin                                                        | 68–84 | CSKA Moscou                                |  | O2 World, Berlin Público: 8 886 Árbitros: Mateuj Boltauzer (SLO), Jakub Zamojski (POL) e Rustu Nuran (TUR) |  |
| 17 Outubro de 2014 20:15 | Relatório | Placar por quarto: 17-21, 21-23, 12-18, 18-22                      |       |                                            |  | O2 World, Berlin Público: 8 886 Árbitros: Mateuj Boltauzer (SLO), Jakub Zamojski (POL) e Rustu Nuran (TUR) |  |
| 17 Outubro de 2014 20:15 | Relatório | Pts: Redding 11 Rbts: McLeon 7 Asts: Redding, Hammonds e Renfroe 4 |       | Pts: Kaun 16 Rbts: Kaun 9 Asts: Teodosic 5 |  | O2 World, Berlin Público: 8 886 Árbitros: Mateuj Boltauzer (SLO), Jakub Zamojski (POL) e Rustu Nuran (TUR) |  |

## Segunda Rodada
| 23 de Outubro de 2014 18:00 | Relatório | CSKA Moscou                                           | 99–80 | Maccabi Electra                                            |  | Universal Sports Hall, Moscou Público: 4 785 Árbitros: Hierrezuelo (SPA), Cmikiewicz (POL) e Mantyla (FIN) |  |
| 23 de Outubro de 2014 18:00 | Relatório | Placar por quarto: 21-19, 27-22, 32-13, 19-26         |       |                                                            |  | Universal Sports Hall, Moscou Público: 4 785 Árbitros: Hierrezuelo (SPA), Cmikiewicz (POL) e Mantyla (FIN) |  |
| 23 de Outubro de 2014 18:00 | Relatório | Pts: Weems 18 Rbts: Vorontsevich 11 Asts: Teodosic 11 |       | Pts: Randle 18 Rbts: Randle e Landesberger 6 Asts: Pargo 5 |  | Universal Sports Hall, Moscou Público: 4 785 Árbitros: Hierrezuelo (SPA), Cmikiewicz (POL) e Mantyla (FIN) |  |

| 24 de Outubro de 2014 20:00 | Relatório | CSP Limoges                                                | 71–60 | Cedevita Zagreb                           |  | Beaublanc, Limoges Público: 5 300 Árbitros: Bulto (SPA), CICI (ALB) e Michaelidis (SUI) |  |
| 24 de Outubro de 2014 20:00 | Relatório | Placar por quarto: 24-16, 17-15, 17-14, 13-15              |       |                                           |  | Beaublanc, Limoges Público: 5 300 Árbitros: Bulto (SPA), CICI (ALB) e Michaelidis (SUI) |  |
| 24 de Outubro de 2014 20:00 | Relatório | Pts: Boungou-colo 17 Rbts: JP Batista 5 Asts: Westermann 5 |       | Pts: Babic 14 Rbts: Delas 7 Asts: Babic 5 |  | Beaublanc, Limoges Público: 5 300 Árbitros: Bulto (SPA), CICI (ALB) e Michaelidis (SUI) |  |

| 24 de Outubro de 2014 20:45 | Relatório | Unicaja Malaga                                             | 87–84 | Alba Berlin                                  |  | Palacio de Deportes Público: 5 766 Árbitros: Ziemblick (POL), Bissang (FRA) e Dragojevic (MNE) |  |
| 24 de Outubro de 2014 20:45 | Relatório | Placar por quarto: 15-20, 21-18, 27-15, 24-21              |       |                                              |  | Palacio de Deportes Público: 5 766 Árbitros: Ziemblick (POL), Bissang (FRA) e Dragojevic (MNE) |  |
| 24 de Outubro de 2014 20:45 | Relatório | Pts: Toolson 13 Rbts: Quatro atletas com 4 Asts: Toolson 5 |       | Pts: Banic 16 Rbts: McLeon 5 Asts: Renfroe 7 |  | Palacio de Deportes Público: 5 766 Árbitros: Ziemblick (POL), Bissang (FRA) e Dragojevic (MNE) |  |

## Terceira Rodada
| 30 de Outubro de 2014 20:15 | Relatório | Alba Berlin                                   | 69–84 | Maccabi Tel Aviv                             |  | O2 World, Berlin Público: 10 657 Árbitros: Garcia (SPA), Paternico (ITA) e Halliko (EST) |  |
| 30 de Outubro de 2014 20:15 | Relatório | Placar por quarto: 16-23, 13-23, 17-17, 23-21 |       |                                              |  | O2 World, Berlin Público: 10 657 Árbitros: Garcia (SPA), Paternico (ITA) e Halliko (EST) |  |
| 30 de Outubro de 2014 20:15 | Relatório | Pts: Redding 15 Rbts: Banic 6 Asts: Renfroe 6 |       | Pts: Randle 25 Rbts: Ohayon 6 Asts: Pargo 10 |  | O2 World, Berlin Público: 10 657 Árbitros: Garcia (SPA), Paternico (ITA) e Halliko (EST) |  |

| 31 de Outubro de 2014 19:30 | Relatório | Cedevita                                              | 72–76 | CSKA Moscou                                             |  | Arena Drazen Petrovic, Zagreb Público: 4 000 Árbitros: Conde (SPA), Maestre (ITA) e Perea (SPA) |  |
| 31 de Outubro de 2014 19:30 | Relatório | Placar por quarto: 19-18, 20-18, 10-17, 23-23         |       |                                                         |  | Arena Drazen Petrovic, Zagreb Público: 4 000 Árbitros: Conde (SPA), Maestre (ITA) e Perea (SPA) |  |
| 31 de Outubro de 2014 19:30 | Relatório | Pts: Gordic 21 Rbts: Bilan 6 Asts: Pilepic e Gordic 3 |       | Pts: De Colo e Teodosic 14 Rbts: Hines 12 Asts: Weems 6 |  | Arena Drazen Petrovic, Zagreb Público: 4 000 Árbitros: Conde (SPA), Maestre (ITA) e Perea (SPA) |  |

| 31 de Outubro de 2014 20:45 | Relatório | Unicaja Malaga                                | 75–69 | CSP Limoges                                                      |  | Arena Martin Carpena, Málaga Árbitros: Dozai (CRO), Herceg (CRO) e Majkic (SLO) |  |
| 31 de Outubro de 2014 20:45 | Relatório | Placar por quarto: 20-19, 18-17, 25-14, 12-19 |       |                                                                  |  | Arena Martin Carpena, Málaga Árbitros: Dozai (CRO), Herceg (CRO) e Majkic (SLO) |  |
| 31 de Outubro de 2014 20:45 | Relatório | Pts: Vasquez 13 Rbts: Thomas 9 Asts: Grager 8 |       | Pts: Smith 14 Rbts: Westermann e JP Batista 5 Asts: Westermann 9 |  | Arena Martin Carpena, Málaga Árbitros: Dozai (CRO), Herceg (CRO) e Majkic (SLO) |  |

## Quarta Rodada
| 6 de Novembro de 2014 20:05 | Relatório | Maccabi Tel Aviv                                       | 73–83 | Cedevita Zagreb                         |  | Arena Yad Eliyahu, Tel Aviv Público: 11 060 Árbitros: Perez Pizarro (SPA), Mattioli (ITA) e Pastusiak (POL) |  |
| 6 de Novembro de 2014 20:05 | Relatório | Placar por quarto: 22-26, 18-18, 17-24, 16-15          |       |                                         |  | Arena Yad Eliyahu, Tel Aviv Público: 11 060 Árbitros: Perez Pizarro (SPA), Mattioli (ITA) e Pastusiak (POL) |  |
| 6 de Novembro de 2014 20:05 | Relatório | Pts: Pargo 24 Rbts: Landesberg e Smith 7 Asts: Pargo 5 |       | Pts: Ukic 17 Rbts: Delas 9 Asts: Ukic 6 |  | Arena Yad Eliyahu, Tel Aviv Público: 11 060 Árbitros: Perez Pizarro (SPA), Mattioli (ITA) e Pastusiak (POL) |  |

| 7 de Novembro de 2014 18:00 | Relatório | CSKA Moscou                                             | 95–85 | Unicaja Malaga                                                  |  | Universal Sports Hall, Moscou Público: 4 610 Árbitros: Christodolou (GRE), Jovcic (SRB) e Maricic (SRB) |  |
| 7 de Novembro de 2014 18:00 | Relatório | Placar por quarto: 29-21, 23-18, 20-27, 23-19           |       |                                                                 |  | Universal Sports Hall, Moscou Público: 4 610 Árbitros: Christodolou (GRE), Jovcic (SRB) e Maricic (SRB) |  |
| 7 de Novembro de 2014 18:00 | Relatório | Pts: Teodosic 27 Rbts: Vorontsevich 7 Asts: Teodosic 10 |       | Pts: Granger e Kuzminskas 20 Rbts: Golubovic 9 Asts: Granger 10 |  | Universal Sports Hall, Moscou Público: 4 610 Árbitros: Christodolou (GRE), Jovcic (SRB) e Maricic (SRB) |  |

| 7 de Novembro de 2014 20:00 | Relatório | Alba Berlin                                                      | 89–66 | CSP Limoges                                             |  | O2 World, Berlin Público: 7 844 Árbitros: Sahin (ITA), Taurino (ITA) e Shulga (UKR) |  |
| 7 de Novembro de 2014 20:00 | Relatório | Placar por quarto: 21-12, 29-15, 23-14, 16-25                    |       |                                                         |  | O2 World, Berlin Público: 7 844 Árbitros: Sahin (ITA), Taurino (ITA) e Shulga (UKR) |  |
| 7 de Novembro de 2014 20:00 | Relatório | Pts: Giffey e McLean 18 Rbts: Renfroe e McLean 7 Asts: Renfroe 6 |       | Pts: Smith 17 Rbts: Camara e Bongou-Colo4 Asts: Curry 6 |  | O2 World, Berlin Público: 7 844 Árbitros: Sahin (ITA), Taurino (ITA) e Shulga (UKR) |  |

## Quinta Rodada
| 13 de Novembro de 2014 20:45 | Relatório | Unicaja Malaga                                             | 66–70 | Maccabi Tel Aviv                            |  | Martin Carpena, Málaga Público: 6 959 Árbitros: Radovic (CRO), Papapetrou (GRE) e Petek (SLO) |  |
| 13 de Novembro de 2014 20:45 | Relatório | Placar por quarto: 13-21, 16-14, 21-19, 16-16              |       |                                             |  | Martin Carpena, Málaga Público: 6 959 Árbitros: Radovic (CRO), Papapetrou (GRE) e Petek (SLO) |  |
| 13 de Novembro de 2014 20:45 | Relatório | Pts: Toolson e Thomas 16 Rbts: Markovic 7 Asts: Markovic 7 |       | Pts: Smith 24 Rbts: Smith 10 Asts: Ohayon 5 |  | Martin Carpena, Málaga Público: 6 959 Árbitros: Radovic (CRO), Papapetrou (GRE) e Petek (SLO) |  |

| 14 de Novembro de 2014 20:00 | Relatório | CSP Limoges                                       | 76–86 | CSKA Moscou                                  |  | Beaublanc, Limoges Público: 5 000 Árbitros: Lamonica (ITA), Dragojevic (MNE) e Jimenez (SPA) |  |
| 14 de Novembro de 2014 20:00 | Relatório | Placar por quarto: 22-27, 22-1827, 27-14, 5-27    |       |                                              |  | Beaublanc, Limoges Público: 5 000 Árbitros: Lamonica (ITA), Dragojevic (MNE) e Jimenez (SPA) |  |
| 14 de Novembro de 2014 20:00 | Relatório | Pts: Smith 19 Rbts: Moerman 10 Asts: Westermann 5 |       | Pts: Weems 18 Rbts: Kaun 7 Asts: Teodosic 12 |  | Beaublanc, Limoges Público: 5 000 Árbitros: Lamonica (ITA), Dragojevic (MNE) e Jimenez (SPA) |  |

| 14 de Novembro de 2014 19:30 | Relatório | Cedevita Zagreb                               | 67–80 | Alba Berlin                                    |  | Dražen Petrović, Zagreb Público: 4 000 Árbitros: Christodolou (GRE), Jasevicius (LTU) e Ovinov (RUS) |  |
| 14 de Novembro de 2014 19:30 | Relatório | Placar por quarto: 25-21, 10-21, 15-19, 17-19 |       |                                                |  | Dražen Petrović, Zagreb Público: 4 000 Árbitros: Christodolou (GRE), Jasevicius (LTU) e Ovinov (RUS) |  |
| 14 de Novembro de 2014 19:30 | Relatório | Pts: Ukic 15 Rbts: Bilan 8 Asts: Ukic 5       |       | Pts: McLean 20 Rbts: Redding 7 Asts: Redding 8 |  | Dražen Petrović, Zagreb Público: 4 000 Árbitros: Christodolou (GRE), Jasevicius (LTU) e Ovinov (RUS) |  |

## Sexta Rodada
| 20 de Novembro de 2014 18:30 | Relatório | CSKA Moscou                                   | 95–66 | Alba Berlin                                      |  | Universal Hall, Moscou Público: 4 603 Árbitros: Viator (FRA), Papapetrou (GRE) e Cortes (ESP) |  |
| 20 de Novembro de 2014 18:30 | Relatório | Placar por quarto: 28-11, 20-13, 20-22, 27-20 |       |                                                  |  | Universal Hall, Moscou Público: 4 603 Árbitros: Viator (FRA), Papapetrou (GRE) e Cortes (ESP) |  |
| 20 de Novembro de 2014 18:30 | Relatório | Pts: de Colo 22 Rbts: Hines 7 Asts: Fridzon 5 |       | Pts: Redding 16 Rbts: Redding 8 Asts: Hammonds 4 |  | Universal Hall, Moscou Público: 4 603 Árbitros: Viator (FRA), Papapetrou (GRE) e Cortes (ESP) |  |

| 20 de Novembro de 2014 20:45 | Relatório | CSP Limoges                                            | 73–79 | Maccabi Tel Aviv                                    |  | Beaublanc, Limoges Público: 4 900 Árbitros: Perez Perez (SPA), Koromilas (GRE) e Hordov (CRO) |  |
| 20 de Novembro de 2014 20:45 | Relatório | Placar por quarto: 21-19, 14-23, 13-15, 25-22          |       |                                                     |  | Beaublanc, Limoges Público: 4 900 Árbitros: Perez Perez (SPA), Koromilas (GRE) e Hordov (CRO) |  |
| 20 de Novembro de 2014 20:45 | Relatório | Pts: Westermann 16 Rbts: Moerman 13 Asts: Westermann 8 |       | Pts: Landesberg 22 Rbts: Landesberg 9 Asts: Smith 7 |  | Beaublanc, Limoges Público: 4 900 Árbitros: Perez Perez (SPA), Koromilas (GRE) e Hordov (CRO) |  |

| 21 de Novembro de 2014 20:45 | Relatório | Unicaja Malaga                                    | 82–73 | Cedevita Zagreb                          |  | Martín Carpena, Málaga Público: 6 650 Árbitros: Zamojski (POL), Piloidis (GRE) e Foufis (GRE) |  |
| 21 de Novembro de 2014 20:45 | Relatório | Placar por quarto: 22-23, 22-18, 22-22, 16-10     |       |                                          |  | Martín Carpena, Málaga Público: 6 650 Árbitros: Zamojski (POL), Piloidis (GRE) e Foufis (GRE) |  |
| 21 de Novembro de 2014 20:45 | Relatório | Pts: Toolson 19 Rbts: Golubovic 9 Asts: Toolson 4 |       | Pts: Bilan 21 Rbts: Bilan 8 Asts: Ukic 9 |  | Martín Carpena, Málaga Público: 6 650 Árbitros: Zamojski (POL), Piloidis (GRE) e Foufis (GRE) |  |

## Sétima Rodada
| 27 de Novembro de 2014 20:05 | Relatório | Maccabi Tel Aviv                              | 61–84 | CSKA Moscou                                 |  | Nokia Arena, Tel Aviv Público: 11 060 Árbitros: Belosevic (SRB), Lottermoser (GER) e Piloidis (GRE) |  |
| 27 de Novembro de 2014 20:05 | Relatório | Placar por quarto: 12-25, 18-15, 16-19, 15-25 |       |                                             |  | Nokia Arena, Tel Aviv Público: 11 060 Árbitros: Belosevic (SRB), Lottermoser (GER) e Piloidis (GRE) |  |
| 27 de Novembro de 2014 20:05 | Relatório | Pts: Smith 14 Rbts: Smith 7 Asts: Ohayon 5    |       | Pts: Weems 19 Rbts: Kaun 10 Asts: Fridzon 5 |  | Nokia Arena, Tel Aviv Público: 11 060 Árbitros: Belosevic (SRB), Lottermoser (GER) e Piloidis (GRE) |  |

| 28 de Novembro de 2014 20:15 | Relatório | Alba Berlin                                   | 79–78 | Unicaja Malaga                                                  |  | O2 World Público: 9 189 Árbitros: Rocha (POR), Nuran (TUR) e Cmikiewicz (POL) |  |
| 28 de Novembro de 2014 20:15 | Relatório | Placar por quarto: 20-21, 17-24, 16-16, 26-17 |       |                                                                 |  | O2 World Público: 9 189 Árbitros: Rocha (POR), Nuran (TUR) e Cmikiewicz (POL) |  |
| 28 de Novembro de 2014 20:15 | Relatório | Pts: Redding 17 Rbts: Banic 7 Asts: Redding 5 |       | Pts: Toolson e Vasileiadis 15 Rbts: Golubovic 7 Asts: Toolson 4 |  | O2 World Público: 9 189 Árbitros: Rocha (POR), Nuran (TUR) e Cmikiewicz (POL) |  |

| 28 de Novembro de 2014 19:30 | Relatório | Cedevita Zagreb                               | 102–83 | CSP Limoges                                                                         |  | Drazen Petrovic Arena, Zagreb Público: 3 000 Árbitros: Ankarali (TUR), Garcia (SPA) e Cortes (SPA) |  |
| 28 de Novembro de 2014 19:30 | Relatório | Placar por quarto: 32-24, 20-19, 25-22, 25-18 |        |                                                                                     |  | Drazen Petrovic Arena, Zagreb Público: 3 000 Árbitros: Ankarali (TUR), Garcia (SPA) e Cortes (SPA) |  |
| 28 de Novembro de 2014 19:30 | Relatório | Pts: Bilan 24 Rbts: Zganek 10 Asts: Ukic 9    |        | Pts: Boungol-Colo 18 Rbts: Boungou-Colo 4 Asts: Moerman, Westermann e Tchicamboud 4 |  | Drazen Petrovic Arena, Zagreb Público: 3 000 Árbitros: Ankarali (TUR), Garcia (SPA) e Cortes (SPA) |  |

## Oitava Rodada
| 4 de Dezembro de 2014 20:00 | Relatório | CSP Limoges                                  | 67–64 | Unicaja Malaga                                                     |  | Beaublanc, Limoges Público: 4 800 Árbitros: Gkontas (GRE), Javor (SLO) e Kartal (TUR) |  |
| 4 de Dezembro de 2014 20:00 | Relatório | Placar por quarto: 8-17, 13-17, 22-12, 24-18 |       |                                                                    |  | Beaublanc, Limoges Público: 4 800 Árbitros: Gkontas (GRE), Javor (SLO) e Kartal (TUR) |  |
| 4 de Dezembro de 2014 20:00 | Relatório | Pts: Smith 18 Rbts: Moerman 11 Asts: Smith 5 |       | Pts: Toolson 15 Rbts: Thomas e Suarez 7 Asts: Granger e Markovic 3 |  | Beaublanc, Limoges Público: 4 800 Árbitros: Gkontas (GRE), Javor (SLO) e Kartal (TUR) |  |

| 4 de Dezembro de 2014 20:05 | Relatório | Maccabi Tel Aviv                              | 95–89 | Alba Berlin                                   |  | Nokia Arena, Tel Aviv Público: 11 060 Árbitros: Lamonica (ITA), Chebyshev (UKR) e Jimenez (SPA) |  |
| 4 de Dezembro de 2014 20:05 | Relatório | Placar por quarto: 25-17, 17-27, 26-17, 27-26 |       |                                               |  | Nokia Arena, Tel Aviv Público: 11 060 Árbitros: Lamonica (ITA), Chebyshev (UKR) e Jimenez (SPA) |  |
| 4 de Dezembro de 2014 20:05 | Relatório | Pts: Smith 26 Rbts: Pargo 7 Asts: Ohayon 8    |       | Pts: McLean 16 Rbts: McLean 9 Asts: Renfroe 7 |  | Nokia Arena, Tel Aviv Público: 11 060 Árbitros: Lamonica (ITA), Chebyshev (UKR) e Jimenez (SPA) |  |

| 5 de Dezembro de 2014 18:00 | Relatório | CSKA Moscou                                             | 97–79 | Cedevita Zagreb                                      |  | Universal Hall, Moscou Público: 4 467 Árbitros: Ryzhyk (UKR), Biricic (TUR) e Mantyla (FIN) |  |
| 5 de Dezembro de 2014 18:00 | Relatório | Placar por quarto: 32-18, 28-16, 14-19, 23-26           |       |                                                      |  | Universal Hall, Moscou Público: 4 467 Árbitros: Ryzhyk (UKR), Biricic (TUR) e Mantyla (FIN) |  |
| 5 de Dezembro de 2014 18:00 | Relatório | Pts: de Colo e Weems 14 Rbts: Jackson 8 Asts: Jackson 8 |       | Pts: Pilepic 23 Rbts: Zganec e Biro 4 Asts: Gordic 8 |  | Universal Hall, Moscou Público: 4 467 Árbitros: Ryzhyk (UKR), Biricic (TUR) e Mantyla (FIN) |  |

## Nona Rodada
| 11 de Dezembro de 2014 19:30 | Relatório | Cedevita Zagreb                                       | 71–82 | Maccabi Tel Aviv                         |  | Drazen Petrovic, Zagreb Público: 4 000 Árbitros: Ziemblicki (POL), Chiari (ITA) e Ozols (LAT) |  |
| 11 de Dezembro de 2014 19:30 | Relatório | Placar por quarto: 15-14, 19-29, 19-11, 18-28         |       |                                          |  | Drazen Petrovic, Zagreb Público: 4 000 Árbitros: Ziemblicki (POL), Chiari (ITA) e Ozols (LAT) |  |
| 11 de Dezembro de 2014 19:30 | Relatório | Pts: Pilepic 22 Rbts: Babic e Gordic 5 Asts: Gordic 5 |       | Pts: Smith 14 Rbts: Tyus 9 Asts: Pargo 7 |  | Drazen Petrovic, Zagreb Público: 4 000 Árbitros: Ziemblicki (POL), Chiari (ITA) e Ozols (LAT) |  |

| 11 de Dezembro de 2014 20:45 | Relatório | Unicaja Malaga                                           | 75–76 | CSKA Moscou                                 | OT | Martín Carpena, Málaga Público: 7 194 Árbitros: Sahin (ITA), Latisevs (LAT) e Trawicki (POL) |  |
| 11 de Dezembro de 2014 20:45 | Relatório | Placar por quarto: 20-11, 23-16, 13-22, 10-17, OT: 9-10  |       |                                             | OT | Martín Carpena, Málaga Público: 7 194 Árbitros: Sahin (ITA), Latisevs (LAT) e Trawicki (POL) |  |
| 11 de Dezembro de 2014 20:45 | Relatório | Pts: Granger e Green 14 Rbts: Golubovic 10 Asts: Green 4 |       | Pts: de Colo 22 Rbts: Weems 7 Asts: Weems 4 | OT | Martín Carpena, Málaga Público: 7 194 Árbitros: Sahin (ITA), Latisevs (LAT) e Trawicki (POL) |  |

| 12 de Dezembro de 2014 20:15 | Relatório | CSP Limoges                                         | 65–71 | Alba Berlin                                    |  | Beaublanc, Limoges Público: 4 700 Árbitros: Garcia Ortiz (SPA), Perez Niz (SPA), Herceg (CRO) |  |
| 12 de Dezembro de 2014 20:15 | Relatório | Placar por quarto: 11-13, 16-22, 20-17, 18-19       |       |                                                |  | Beaublanc, Limoges Público: 4 700 Árbitros: Garcia Ortiz (SPA), Perez Niz (SPA), Herceg (CRO) |  |
| 12 de Dezembro de 2014 20:15 | Relatório | Pts: Smith 15 Rbts: Moerman 6 Asts: Smith e Curry 4 |       | Pts: McLean 18 Rbts: Renfroe 8 Asts: Renfroe 8 |  | Beaublanc, Limoges Público: 4 700 Árbitros: Garcia Ortiz (SPA), Perez Niz (SPA), Herceg (CRO) |  |

## Décima Rodada
| 18 de Dezembro de 2014 18:00 | Relatório | CSKA Moscou                                                                  | 88–56 | CSP Limoges                               |  | Universal Sports Hall, Moscou Público: 4 356 Árbitros: Jovcic (SRB), Laurinavicius (LTU) e Glisic (SRB) |  |
| 18 de Dezembro de 2014 18:00 | Relatório | Placar por quarto: 29-17, 16-10, 17-16, 26-13                                |       |                                           |  | Universal Sports Hall, Moscou Público: 4 356 Árbitros: Jovcic (SRB), Laurinavicius (LTU) e Glisic (SRB) |  |
| 18 de Dezembro de 2014 18:00 | Relatório | Pts: Fridzon 19 Rbts: Vorontsevich 7 Asts: de Colo, Fridzon e Markoishvili 5 |       | Pts: Smith 12 Rbts: Zerbu 6 Asts: Curry 4 |  | Universal Sports Hall, Moscou Público: 4 356 Árbitros: Jovcic (SRB), Laurinavicius (LTU) e Glisic (SRB) |  |

| 18 de Dezembro de 2014 20:05 | Relatório | Maccabi Tel Aviv                              | 81–73 | Unicaja Malaga                                               |  | Nokia Arena, Tel Aviv Público: 11 060 Árbitros: Boltauzer (SLO), Zamojski (POL) e Koromilas (GRE) |  |
| 18 de Dezembro de 2014 20:05 | Relatório | Placar por quarto: 26-22, 15-15, 17-17, 23-19 |       |                                                              |  | Nokia Arena, Tel Aviv Público: 11 060 Árbitros: Boltauzer (SLO), Zamojski (POL) e Koromilas (GRE) |  |
| 18 de Dezembro de 2014 20:05 | Relatório | Pts: Smith 22 Rbts: Smith 9 Asts: Smith 6     |       | Pts: Granger 11 Rbts: Golubovic 11 Asts: Saluade e Toolson 3 |  | Nokia Arena, Tel Aviv Público: 11 060 Árbitros: Boltauzer (SLO), Zamojski (POL) e Koromilas (GRE) |  |

| 19 de Dezembro de 2014 20:15 | Relatório | Alba Berlin                                   | 67–70 | Cedevita Zagreb                           |  | Max Schmeling Halle, Berlin Público: 7 877 Árbitros: Christodolou (GRE), Kartal (TUR) e Peruga (SPA) |  |
| 19 de Dezembro de 2014 20:15 | Relatório | Placar por quarto: 17-13, 15-10, 19-20, 16-27 |       |                                           |  | Max Schmeling Halle, Berlin Público: 7 877 Árbitros: Christodolou (GRE), Kartal (TUR) e Peruga (SPA) |  |
| 19 de Dezembro de 2014 20:15 | Relatório | Pts: McLean 16 Rbts: McLean 7 Asts: Renfroe 7 |       | Pts: Bilan 12 Rbts: Zubcic 7 Asts: Ukic 4 |  | Max Schmeling Halle, Berlin Público: 7 877 Árbitros: Christodolou (GRE), Kartal (TUR) e Peruga (SPA) |  |

## Estatísticas
|     | Alba Berlin         | Cedevita Zagreb   | CSKA Moscou                   | CSP Limoges          | Maccabi Tel Aviv   | Unicaja Malaga           |
| --- | ------------------- | ----------------- | ----------------------------- | -------------------- | ------------------ | ------------------------ |
| PPJ | Jamel McLean (14.3) | Miro Bilan (12.5) | Miloš Teodosić (17.4)         | Jamar Smith (14.0)   | Devin Smith (16.8) | Ryan Toolson (13.0)      |
| RPJ | Jamel McLean (5.7)  | Miro Bilan (6.6)  | Kyle Hines e Sasha Kaun (5.6) | Adrien Moerman (6.9) | Devin Smith (7.1)  | Vladimir Golubović (5.9) |
| APJ | Alex Renfroe (4.9)  | Roko Ukić (4.9)   | Miloš Teodosić (8.4)          | Leo Westermann (4.3) | Jeremy Pargo (5.4) | Jayson Granger (4.2)     |

## Ligações Externas
- Site CSKA Moscou (em russo) (em inglês)
- Site Unicaja Malaga (em castelhano)
- Site Maccabi Tel Aviv (em inglês) (em hebraico)
- Site Limoges (em francês)
- Site Alba Berlin (em inglês) (em alemão) (chinês)
- Site Cedevita (em inglês) (em croata)
- Site Euroliga (em inglês)